# Claudio Moreno

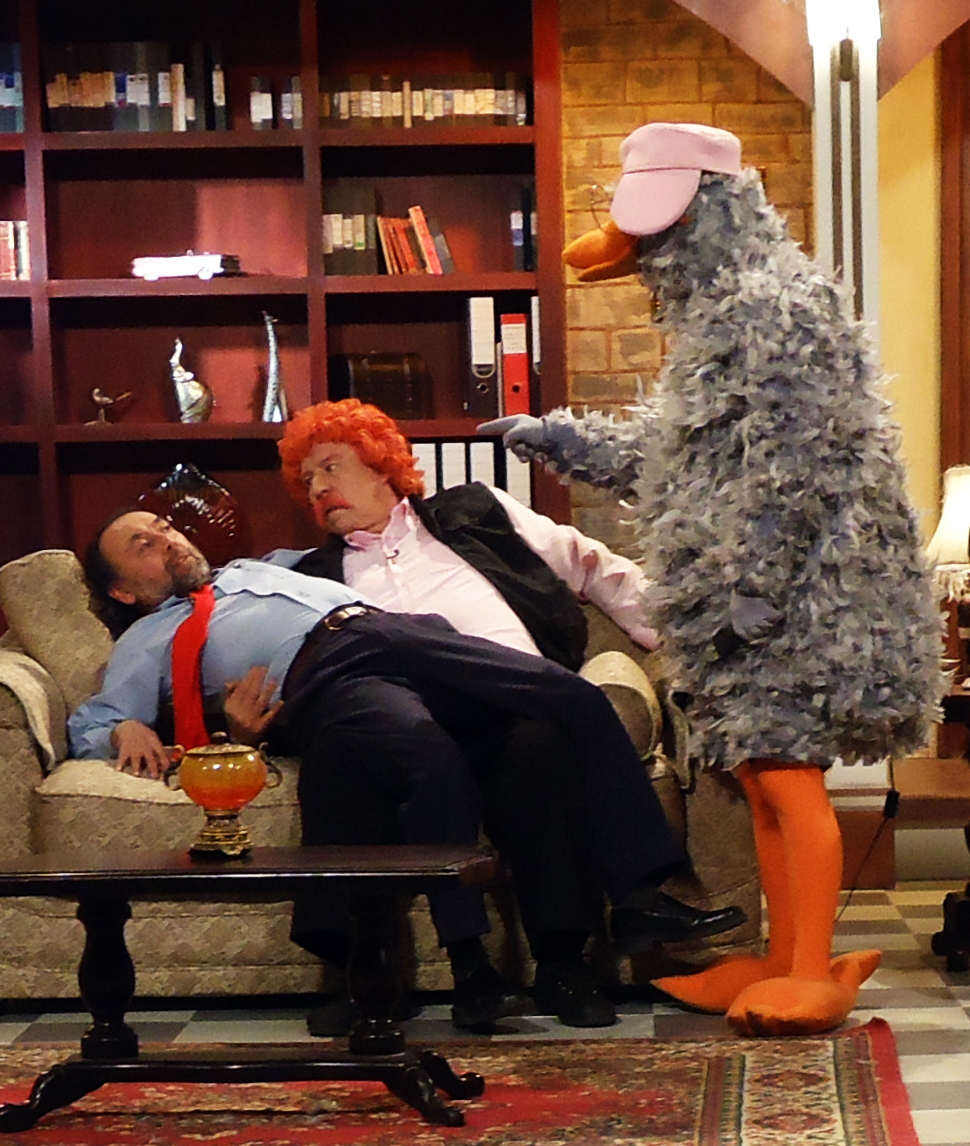
Claudio Moreno (a la derecha) como Guru-Guru, junto al Profesor Rossa y Don Carter, personajes de la La mansión Rossa, spin off de El Mundo del Profesor Rossa estrenado en 2011.

Claudio Andrés Moreno Grasso (Santiago, 7 de julio de 1962) es un bailarín, actor, comediante y empresario chileno, conocido por su trabajo en televisión, particularmente por el personaje "Guru-Guru", nacido en el programa El mundo del profesor Rossa. Además cuenta con otros personajes tales como "CNN, Carlitos Núñez Núñez" del Venga conmigo, y el dúo Blondon Boys, junto a Rodrigo Villegas en el programa Morandé con Compañía.

## Biografía
Moreno comenzó en la televisión en 1981, en el programa de Televisión Nacional de Chile (TVN), Escala al Éxito junto a Myriam Hernández, Luis Jara, Rodolfo Navech, Palta Meléndez, entre otros.
En 1982 actuó en la primera telenovela juvenil en el país De cara al mañana. Luego emigró a Chilevisión (en ese entonces Canal 11 de la Universidad de Chile), dedicándose al baile. En 1984 se fue a Canal 13, donde estuvo en el programa Éxito, y es recordado en este programa especialmente, cuando en las temporadas 1989-1990, presentaba el "Ranking Juvenil". Luego regresó a TVN, y animó una sección del Festival de la una, donde consolidó su carrera humorística. En este programa, debutaría como humorista, creando sus primeros personajes como "Eladio Palma" y "Chocho, el mozo"
Moreno fue invitado por Iván Arenas en 1991, para hacer el personaje de Guru Guru en el programa de El mundo del profesor Rossa de Canal 13, un programa infantil el cual impartía conocimientos de la naturaleza a los niños por parte del Profesor Rossa, además de los hechos cómicos de Guru Guru y Don Carter. Paralelo a ello, Moreno desarrolló personajes humorísticos en el programa Venga conmigo conducido por José Alfredo Fuentes, como "Paredes Junior", "César Palace" y "CNN, Carlitos Núñez Núñez" cuyas iniciales parodian al canal de noticias CNN. Este último tenía como principal característica la dificultad con que pronunciaba algunas palabras, sobre todo las de ciudades del extranjero. Moreno junto a Iván Arenas, protagonizaron un video en 2001 el cual tenía un vocabulario soez, el cual dio un fin rotundo a El mundo del profesor Rossa. Sin embargo, una entrevista reciente Iván Arenas aclara que el programa terminó por razones bastante diferentes al "video prohibido", no llegaron a un acuerdo con el nuevo contrato y se dio por terminado el programa.[cita requerida]
Moreno pasó una gran crisis en 2001, por su adicción a las drogas y alcohol de hace muchos años. Sin embargo, tras pasar por rehabilitación, en 2004 logró volver a la televisión, y creó una empresa llamada "E-motiva", la cual ayuda a personas con problemas de drogadicción y alcoholismo. 
En agosto de 2011, se anunció el regreso de los personajes de El mundo del profesor Rossa (interpretados por Iván Arenas, Juan Alcayaga y Claudio Moreno), con un nuevo programa La mansión Rossa de Vía X, pero con un enfoque para los adultos que se criaron con el antiguo programa, ya que tiene un humor para adultos, pero aun así imparte la misma enseñanza que hace una década atrás En 2012 hizo un programa similar en TVN con Arenas y Alcayaga, La dimensión Rossa.
También ha trabajando en Morandé con compañía con el papel de Guru-Guru posteriormente dejó el papel del pájaro y después actuó a dúo con Rodrigo Villegas como los Blondon Boys, un duo musical provenientes del ficticio país de "Melosova" (un país de Europa, probablemente fronterizo a República Checa, Rusia o Ucrania), en el cual, a pesar de sus conductas raras, siempre dejan recalcado que son "heterosexuales por opción" (que es el título de su tema musical más popular y recordado hasta estos días). No obstante, volvió a interpretar a Guru-Guru para una campaña antidrogas de la PDI. 
En 2022 interpreta a Guru Guru y presenta junto a Paulina Nin de Cardona el programa Lo viste en el 13 en Rec TV, señal del recuerdo de Canal 13.